# Giulio Cordero di San Quintino
Giulio Cordero di San Quintino (Mondovì, 30 gennaio 1778 – Torino, 19 settembre 1857) è stato un numismatico e archeologo italiano.

## Biografia
Di famiglia nobile piemontese, 1795 si laureò in utroque iure a Torino e nel 1797 prese i voti a Chieri. Nel contesto della nuova situazione determinatasi in Italia dopo la Rivoluzione e le guerre napoleoniche, iniziò a viaggiare, dapprima in Italia, poi in Europa. In seguito si stabilì a Lucca dove poté approfondire gli interessi numismatici iniziati a Roma. Nel 1820 fu nominato da Maria Luisa di Borbone-Spagna socio dell'accademia lucchese. A Lucca, oltre alla numismatica della città, si interessò dei monumenti e dei sistemi di misurazione.
Nel 1821 tornò a Torino dove fu accolto alla Accademia reale. Nel 1823 fu chiamato, su richiesta del presidente dell'accademia, Prospero Balbo, il padre di Cesare, a far parte della commissione incaricata di organizzare e catalogare la collezione di Bernardino Drovetti, acquistata dallo stato sabaudo.
Dal 1830 si dedicò esclusivamente alla numismatica e alla storia dell'arte medievale. Fu anche Cavaliere dell'Ordine dei Santi Maurizio e Lazzaro.

## Opere
- Descrizione delle medaglie dei Nômi, Torino, 1823.
- De' più antichi marmi statuari adoperati per la scultura in Italia, Torino, 1825.